# Les Dales Hawerchuk
Pour le joueur de hockey, voir Dale Hawerchuk.
Les Dales Hawerchuk est un groupe de rock alternatif canadien, originaire de Roberval, au Québec. Il est composé des frères Sylvain et Sébastien Séguin, tous deux chanteurs et guitaristes, du batteur Pierre « Crocodile » Fortin, et du bassiste Charles Perron.

## Biographie
Le groupe est formé en 2005 à Roberval, dans la région du Lac Saint-Jean, au Québec. Le nom du quatuor provient de l'ancien hockeyeur des Jets de Winnipeg, Dale Hawerchuk, dont un des membres du groupe possédait une carte de collection. Le principal intéressé donnera son accord pour que son nom soit utilisé de la sorte et acquiesce à la volonté des Dales Hawerchuk de se servir de son effigie pour la pochette de leur premier album, paru en 2005.
Les trois premiers albums du groupe sont produits par Olivier Langevin du groupe Galaxie,. Le dernier d'entre eux s'intitule Le Tour du chapeau, qui est publié en 2011. Quelques nominations à l’ADISQ (2006, 2012) et un GAMIQ (2012) en poche plus tard, le groupe se lance dans l'écriture d'un quatrième opus.
En 2016, après cinq années d'absence, le groupe revient avec un quatrième album studio intitulé Désavantage numérique,. Ce quatrième opus, contrairement aux trois premiers, est produit par Pierre Fortin. Concernant l'absence du groupe, Sébastien Séguin mentionne qu'« en cinq ans, il s’est tellement passé de choses. Certains membres avaient d’autres associations musicales, d’autres sont devenus des pères. Par contre, nous étions prêts pour cet album. On l’a fait pour nous avant tout, avec notre cœur. On voulait un disque qui nous plaît. On l’a fait. »

## Accueil
En 2014, l'historienne Amy Ransom considère leur style comme du « rockabilly agressif, rapide et rythmé par de la guitare et de la batterie, mêlé à du punk », notant que cela rappelle l'« énergie et la vélocité » de Dale Hawerchuk tandis qu'Ici Musique commente qu'ils « ne sont pas connus pour faire dans la subtilité. » 33Mag classe leur morceau Dale Hawerchuk (2005) 104e des chansons de groupes québécois qui ont marqué les années 2000. The Guardian, cependant, décrit leur style comme « du pop-punk à la Green Day » « largement non-remarquable ».

## Membres

### Membres actuels
- Sylvain Séguin - voix, guitare
- Sébastien Séguin - voix, guitare
- Charles Perron - basse
- Pierre « Crocodile » Fortin - batterie

### Anciens membres
Martin Bergeron quitte ses fonctions de bassiste en 2007 afin d'occuper un emploi d'ingénieur chez Bombardier.

## Discographie
- 2005 : Les Dales Hawerchuk[1]

1. Mais où est donc Carnior? (01:39)
2. En déshabillé (02:35)
3. Crocodile (03:27)
4. Ya! (02:19)
5. Salive salée (02:18)
6. Dale Hawerchuk (02:12)
7. J'monte au lac (02:42)
8. Me casa es su casa (04:08)
9. Le King du Triple swing (02:28)
10. Abuse de moé (02:04)
11. La nouvelle (01:54)
12. Corps mort (01:45)
13. Star Académie (02:00)